# Realtek RTL8139

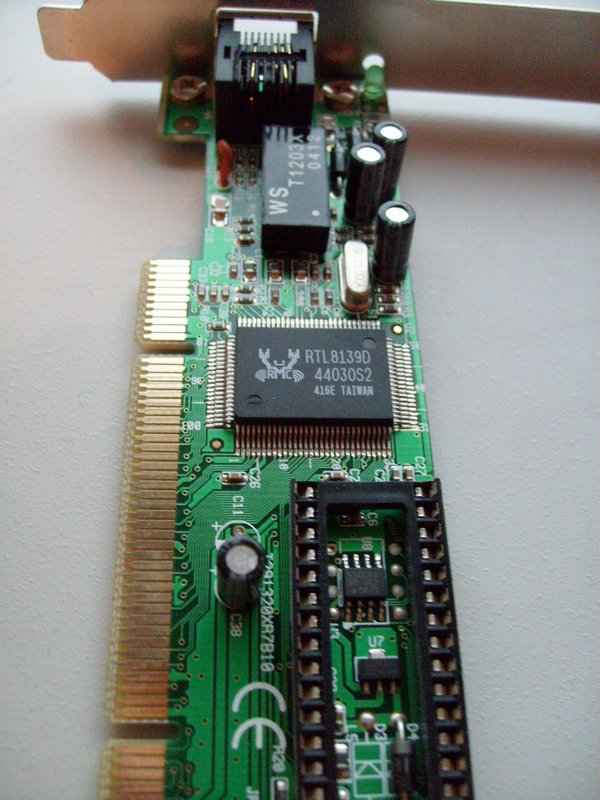
Сетевая карта с чипом Realtek RTL8139D. Сверху вниз: разъём RJ45 на полнопрофильной планке для подключения витой пары, развязывающий трансформатор, контроллер RTL8139D в 100-выводном корпусе QFP, разъем для подключения микросхемы ППЗУ BootROM. Слева - 32-битный разъём шины PCI, универсальный для 5 и 3.3 Вольтовых систем.

Realtek RTL8139 — семейство популярных интегрированных контроллеров сетевого интерфейса Fast Ethernet, разрабатывавшееся компанией Realtek в 1997-2005 годах. Контроллеры реализуют в одной микросхеме уровни MAC, PHY и трансивера, имеют интерфейс PCI и поддерживают работу на скоростях 10 или 100 Мбит/с по неэкранированной витой паре.
В состав семейства входило шесть моделей контроллеров: RTL8139, RTL8139A, RTL8139B, RTL8139C, RTL8139C+, RTL8139D. Они применялись для создания сетевых карт с интерфейсом PCI для ПК, сетевых модулей с интерфейсом mini-PCI и интегрированных сетевых карт ноутбуков и материнских плат. 
Благодаря доступности и невысокой цене как самих контроллеров семейства RTL8139, так и карт на его основе (6-13 долларов на 2002 год), а также простого программно-аппаратного интерфейса карты на базе RTL8139 были широко распространены, и в множестве операционных систем была поддержана работа с этим контроллером. Ряд систем виртуализации эмулируют именно этот контроллер.
По оценкам самой компании, в начале 2000-х годов Realtek занимал около 65% рынка контроллеров Ethernet.

## Модели контроллера: 8139/8139A/8139B/8139C/8139D
| Вариант   | Год  | Напряжение [Вольт] | Корпус                          | Особенности                      | Примечания                                                                                           |
| --------- | ---- | ------------------ | ------------------------------- | -------------------------------- | --- |
| RTL8139   | 1997 | 5                  |                                 |                                  | Первая версия одночипового контроллера                                                               |
| RTL8139A  | 1998 | 5                  | 128 pins PQFP                   | Добавлена поддержка Wake-on-LAN  | Расширен набор внутренних регистров контроллера                                                      |
| RTL8139B  | 1999 | 5 или 3.3 (BL)     | 128 pin QFP (B) или LQFP (BL)   | Единый источник тактовой частоты | Вместо OSC генератора начал применяться кварцевый                                                    |
| RTL8139C  | 2000 | 3.3                | 128 pin QFP (C) или LQFP (CL)   | Wake-on-LAN по шине PCI          | Расширения ACPI для шины PCI версии 2.2; исправлено терминирование выводов                           |
| RTL8139C+ | 2001 | 3.3                | 128 pin QFP (C+) или LQFP (CL+) | Реализованы требования NDIS5+    | Добавлен режим C+ с дескипторным управлением буферов, offload расчёта контрольных сумм TCP, UDP, IP, |
| RTL8139D  | 2002 | 2.5 или 3.3        | 100 pin QFP (D) или LQFP (DL)   | Wake-on-LAN по шине PCI          | Техпроцесс 0.25 мкм CMOS, поддержка BootROM сетевой загрузки до 128 КБ                               |

## Технические характеристики 8139D
- Корпус пластмассовый, типа PQFP (100 выводов, с шагом 0,65 мм) или LQFP (100 выводов, шаг выводов 0,50 мм)
- Скорость сетевого интерфейса 10 или 100 Мбит/с, с поддержкой автосогласования
- Системный интерфейс PCI 32 бита
  - Соответствует версии PCI 2.2
  - Частота шины PCI 16,75…40 МГц
  - Поддержка стандарта ACPI и управления питанием
  - Способность функционировать как ведущее устройство (PCI Bus Master)
- Соответствует стандартам PC99 и PC2001
- Наличие функции Wake-on-LAN
- Размер раздельных буферов приёма и передачи 2 Кбайт
- Данные конфигурации сохраняются во внешнем ППЗУ типа 93C46 (объёмом 1 Кбит, с организацией 64x16)
- Наличие выводов для управления светодиодными индикаторами сетевой активности
- Поддержка загрузки по сети (Boot ROM, объём до 128 Кбайт)
- Возможность работы в полудуплексном и полнодуплексном режимах, с поддержкой управления потоком в полнодуплексном режиме (IEEE 802.3x)
- Наличие режима пониженного энергопотребления
- Тактовая частота внешнего генератора — 25 МГц
- Напряжение источника питания 3,3 В (для некоторых моделей)); линий ввода-вывода — 5 В; потребляемый ток до 330 мА
- Рабочий диапазон температур 0..70°С
- Изготовлена по технологии КМОП 0,25 мкм

## Драйверы
Из-за неполноты документации и наличия лишь проприетарных (бинарных) драйверов, начальная реализация поддержки RTL8139 для операционных систем с открытым исходным кодом требовала значительных усилий. В частности, один из вариантов драйвера для Linux разрабатывался около 4 лет при участии 18 разработчиков. Первый драйвер разрабатывался в 1997—1999 годах Donald Becker. Многие драйверы поддерживали работу с упрощенной более ранней и менее производительной моделью контроллера — RTL8129.
Для передачи данных в сеть используется 4 дескриптора TSAD, размещенных по фиксированным смещениям, 4 статусных регистра TSD и 2 КБ FIFO буфер данных. Принимаемые из сети пакеты сначала помещаются в приемный FIFO-буфер, затем пересылаются в кольцевой буфер, непрерывный в физической памяти компьютера. Регистры CAPR и CBP используются для отслеживания позиций в этом буфере, статус принятого пакета и его длина (packet header) записывается перед данными пакета после его получения.

## Награды
- 1997 -  Innovative Product Award, от Hsinchu Science Park Administration[23].
- 1997 - “Best Component” and “Best of Show” от BYTE Magazine на Computex Taipei ’97[24][23].
- 2001 - RTL8139D - "Component Design Award 2001" от EDN Asia[25]